# Purabá
Purabá è un distretto della Costa Rica facente parte del cantone di Santa Bárbara, nella provincia di Heredia.
Purabá comprende 5 rioni (barrios):
- Bosconia
- Calle Quirós
- Lajas
- Marías
- Purabá